# Luis Augusto Campos Flórez
Luis Augusto Campos Flórez (ur. 23 sierpnia 1958 w Bogocie) – kolumbijski duchowny katolicki, biskup Socorro y San Gil od 2020.

## Życiorys
Święcenia kapłańskie otrzymał 8 grudnia 1982 i został inkardynowany do archidiecezji Bogoty. Był m.in. wychowawcą, wykładowcą i rektorem stołecznego seminarium, a także (2011–2019) wikariuszem biskupim dla rejonu Espíritu Santo.
12 grudnia 2019 papież Franciszek mianował go ordynariuszem diecezji Socorro y San Gil. Sakry udzielił mu 8 lutego 2020 kardynał Rubén Salazar Gómez.